# Центральне статистичне управління СРСР
Центральне статистичне управління — радянський державний орган, що займався збором статистики.

## Історія
- До 1917 року — Статистична рада й Центральний Статистичний комітет при Міністерстві внутрішніх справ
- Декрет Ради Народних Комісарів від 25 липня 1918 року. Про державну Статистику[1]
- Декрет Ради Народних Комісарів від вересня 1918 «Про місцеві статистичні установи» губернські статкомітети припиняли діяльність

### Назви й підпорядкування
1918–1923 — Центральне статистичне управління Української РСР (ЦСУ УРСР). Утворено Декретом Ради Народних Комісарів від 25 липня 1918 «Про державну статистику»
1923–1926 — Центральне статистичне управління (ЦСУ) при Раді Народних Комісарів СРСР
1926–1930 — Центральне статистичне управління СРСР (ЦСУ СРСР)
1930–1931 — Економіко-статистичний сектор (ЕСС) Держплану СРСР
1931 — Сектор народно-господарського обліку Держплану СРСР
1931–1941 — Центральне управління народно-господарського обліку (ЦУНГО) Держплану СРСР
1941–1948 — Центральне статистичне управління (ЦСУ) Держплану СРСР
1948–1987 — Центральне статистичне управління (ЦСУ) при Раді Міністрів СРСР . Постанова Ради Міністрів СРСР від 10 серпня 1948 року № 3018 «Про перетворення ЦСУ Держплану СРСР в Центральне Статистичне управління при Раді Міністрів СРСР»
1987–1991 — Державний комітет СРСР зі статистики
1991 — нині — Федеральна служба державної статистики
Відповідно до постанови РНК СРСР від 10 березня 1932 року, якою затверджено Положення про республіканських, обласних (крайових) органах народногосподарського обліку, управління народногосподарського обліку союзних і автономних республік, країв і областей, районні і міські інспектури народногосподарського обліку перебували в безпосередньому підпорядкуванні ЦУНГО Держплану СРСР.

## Функції
- Законом СРСР від 19 грудня 1963 № 2000-VI визначено, що Начальник Центрального статистичного управління при Раді Міністрів СРСР входить до складу Ради Міністрів СРСР (Ст. 70).

Всю свою діяльність ЦСУ СРСР здійснювало через ЦСУ республік і місцевих органів державної статистики: статистичні управління автономних республік, країв і областей, районні (міські) інформаційно-обчислювальні станції (центри) і інспектури державної статистики
ЦСУ СРСР затверджував загальносоюзний мінімум показників статистичної звітності для всіх галузей народного господарства і форми статистичної звітності для підприємств, організацій та установ, що входять в систему центральних органів виконавчої влади СРСР, а також для колгоспів і видає інструкції щодо їх заповнення.